# Puštička
Puštička (Lindernia) je rod hygrofytických nebo mesofytických rostlin z čeledi puštičkovitých, který byl v minulosti zařazován do čeledi krtičníkovitých.

## Rozšíření
Rod je vyjma chladných oblastí rozšířen téměř celosvětově a jeho jednotlivé druhy jsou původem z rozdílných kontinentů. Podrobné fylogenetické studium jednotlivých druhů není ještě dokončeno a jejich počet není sjednocen, podle je rod tvořen asi 30 a podle asi 70 druhy.

## Popis
Puštička je rod tvořený jednoletými až vytrvalými bylinami dorůstající do výšky až 60 cm. Listy, nejčastěji jen lodyžní a vstřícné, jsou celistvé s pilovitým okrajem a čepele mají obvykle vejčité nebo okrouhlé, někdy bývají tlustolisté a často chlupaté.
Zygomorfní květy vyrůstají jednotlivě nebo jsou seskupovány do různě početných hroznů nebo klasů které mohou být koncové nebo úžlabní. Poměrně drobné a různě zbarvené květy jsou oboupohlavné, mají stopky a listeny. Okvětí ve dvou přeslenech je tvořeno obvykle pěti stejnými volnými nebo srostlými eliptickými či vejčitými lístky kališními a pěti korunními které jsou dvoupyské s vejčitými laloky. Horní dvoudílný pysk je vztyčený, spodní třídílný je větší, korunní trubka je válcovitá nebo zvonkovitá. Tyčinky jsou čtyři, dvě a dvě jsou odlišné, někdy jsou z nich dvě patyčinky. Dvoudílný svrchní semeník je srostlý ze dvou plodolistů, obsahuje nejméně 50 vajíček v oddílu a má jednu čnělku s laločnatou bliznou. Květy mající nektar jsou nejčastěji opylovány hmyzem.
Plody jsou tobolky s mnoha drobnými semeny s endospermem která jsou rozšiřována větrem nebo vodou.

## Taxonomie
V České republice roste dlouhodobě puštička pouzdernatá, kriticky ohrožený druh, od roku 1989 se ojediněle objevuje také puštička pochybná, zavlečený druh ze Severní Ameriky.